# Overture Films
Overture Films est une société de production et de distribution cinématographique américaine créée par Chris McGurk et Danny Rosett en 2006.
Les films produits ou distribués par Overture Films sont variés : des films indépendants (Henry Poole, Sunshine Cleaning) aux films à gros budgets (La Loi et l'Ordre).

## Filmographie

### Comme distributeur
- 2007 : The Visitor, de Thomas McCarthy
- 2008 : Mad Money, de Callie Khouri
- 2008 : Henry Poole (Henry Poole Is Here), de Mark Pellington
- 2008 : Sleepwalking, de Bill Maher
- 2008 : La Loi et l'ordre (Righteous Kill), de Jon Avnet
- 2008 : Trahisons, de Jeffrey Nachmanoff
- 2008 : Nothing Like the Holidays, de Alfredo De Villa
- 2008 : Last Chance for Love (Last Chance Harvey), de Joel Hopkins
- 2009 : Sunshine Cleaning, de Christine Jeffs
- 2009 : Que justice soit faite (Law Abiding Citizen), de F. Gary Gray
- 2010 : Stone, de John Curran